# Edu da Gaita
Eduardo Nadruz, ou Edu da Gaita (Jaguarão, 13 de dezembro de 1916 — Rio de Janeiro, 23 de agosto de 1982), foi um compositor e gaitista brasileiro.

## Biografia
Edu da Gaita começou sua carreira como um harmonicista prodígio, ao vencer trezentas crianças em um concurso de harmônicas quando tinha nove anos, em Pelotas, no Rio Grande do Sul.
Na década de 1930, mudou-se para São Paulo, onde teve diversos empregos, além do de cantor de tango. Tocou no Hotel Copacabana Palace (Rio de Janeiro), em cassinos e foi solista de orquestra sinfônica. Participou de muitas gravações acompanhando outros músicos. Em 1957, gravou o Moto perpetuo de Paganini, originalmente escrito para violino e transcrito para a harmônica pelo próprio Edu. Além de gravar como solista, também tocou com o Sexteto de Radamés Gnattali e apresentou-se pela Europa e América do Sul.

## Composições
- Arabescos
- Batuque (com Humberto Teixeira)
- Uma gaita em Sevilha (com Laurindo de Almeida)
- Uma gaita sobe o morro

## Discografia
- Violino cigano / Canção da Índia (1939) Columbia 78
- Onde o céu azul é mais azul / Cantigas de roda (1941) Columbia 78
- Uma gaita em Sevilha / Velhas melodias (1941) Columbia 78
- Ritmo do Brasil / Fantasia espanhola (1944) Continental 78
- Dança ritual do fogo / Andaluzia (1949) Continental 78
- Poeta e camponês (I) / Poeta e camponês (II) (1949) Continental 78
- Torna a Sorriento / O sole mio (1949) Continental 78
- Capricho nortista (I) / Capricho nortista (II) (1950) Continental 78
- Arabescos / Fumaça nos teus olhos (1950) Continental 78
- Batuque / Juazeiro (1951) Continental 78
- Ritmos de Tio Sam (Parte I) / Ritmos de Tio Sam (Parte II) (1951) Continental 78
- Moto perpétuo / Poema (1952) Continental 78
- Ruby / Numa pequena cidade espanhola (1954) Continental 78
- Le grisby / Damasco (1955) Continental 78
- Uma gaita sobe o morro / Talismã (1955) Continental 78
- Moritat / Domingo sincopado (1956) Continental 78
- Edu em 8 Ritmos/Nola/Brasileirinho (1957) Polydor 78
- Manhã de carnaval / Samba de Orfeu (1959) Copacabana 78
- Uma gaita para milhões (1960) Copacabana LP
- Edu-Ontem e hoje (1965) Philips LP
- Edu da Gaita [S/D] Eldorado CD